# Mihail Pavlovics Ogonykov
Mihail Pavlovics Ogonykov, oroszul: Михаил Павлович Огоньков (Moszkva, 1932. június 24. – Moszkva, 1979. augusztus 14.) olimpiai bajnok szovjet válogatott orosz labdarúgó.

## Pályafutása

### Klubcsapatban
1953 és 1958 között illetve 1961-ben a Szpartak Moszkva csapatában szerepelt, ahol három bajnoki címet és egy szovjet kupagyőzelmet ért el az együttessel.

### A válogatottban
1955 és 1958 között 23 alkalommal szerepelt a szovjet válogatottban. Tagja volt az 1956-os melbourne-i olimpiai játékokon aranyérmet nyert csapatnak.

## Sikerei, díjai
Szovjetunió
- Olimpiai játékok
  - aranyérmes: 1956, Melbourne

 Szpartak Moszkva
- Szovjet bajnokság
  - bajnok (3): 1953, 1956, 1958
  - 2. (2): 1954, 1955
  - 3.: 1957
- Szovjet kupa
  - győztes: 1958